# Замок Коті

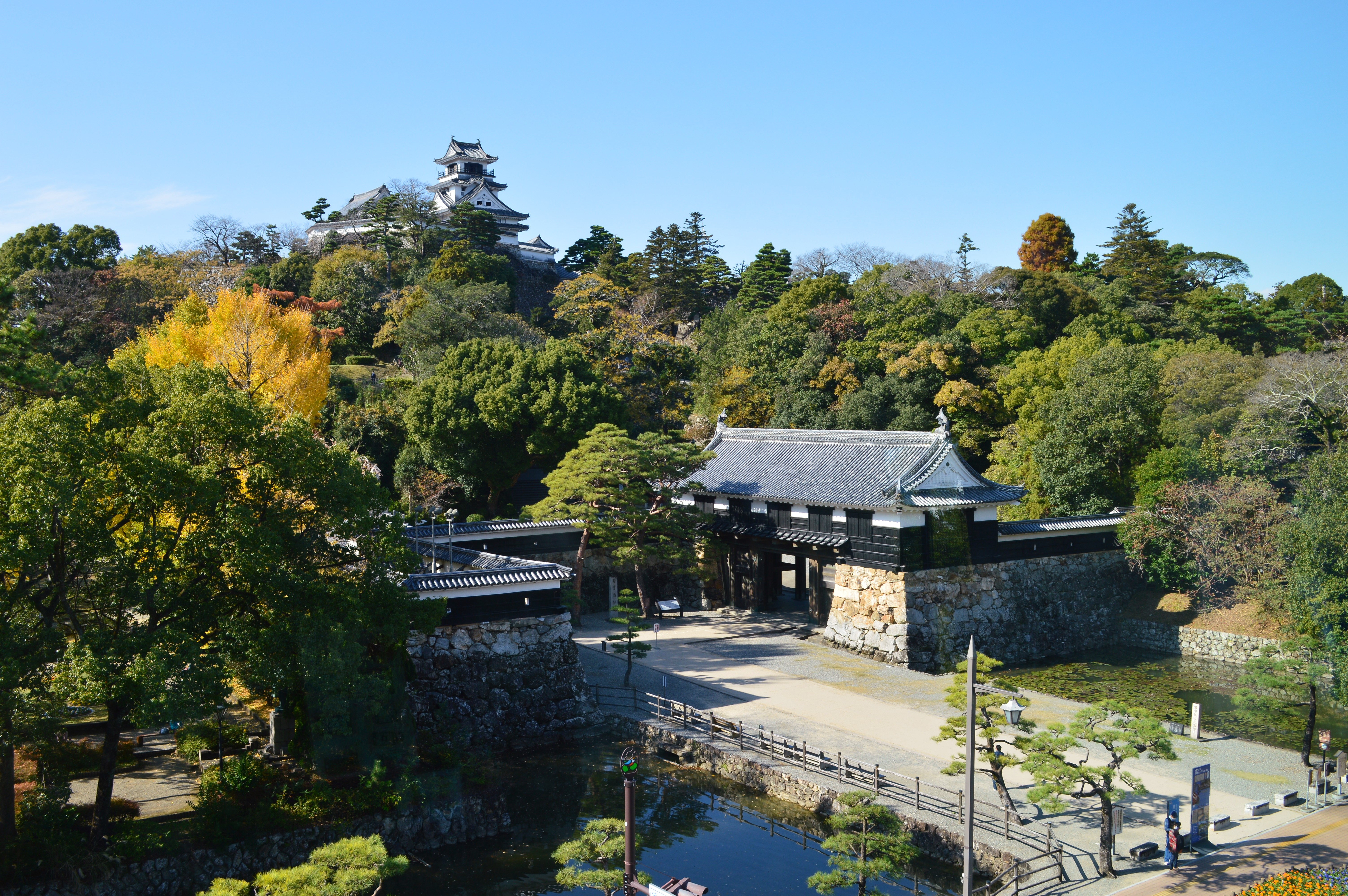
Отемон із замку Коті

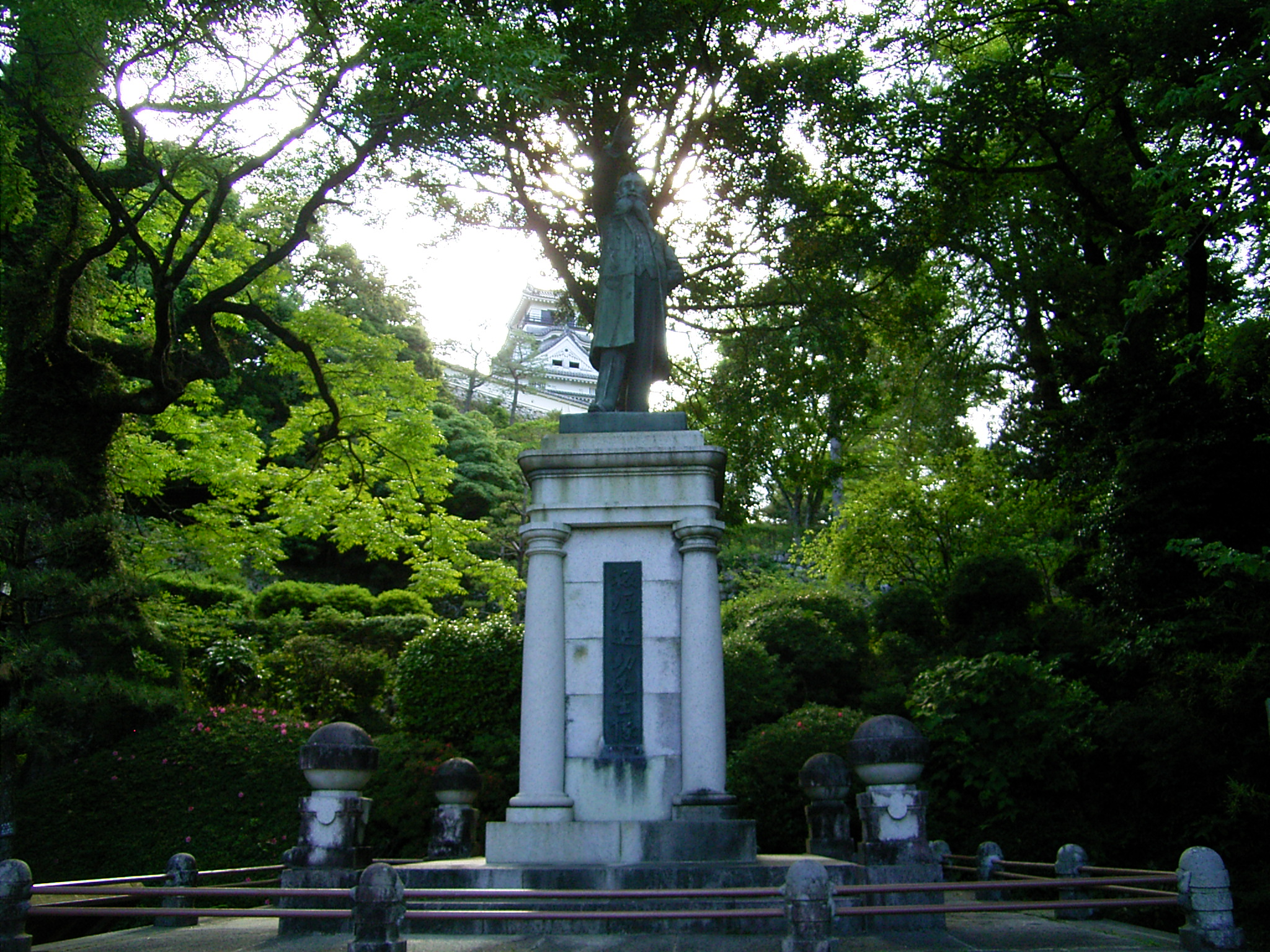
Бронзова статуя Ітагакі Тайсуке в замку Коті

Замок Коті (яп. 高知城, Kōchi-jō) — японський замок періоду Едо в місті Коті, префектура Коті, Японія. Він розташований на пагорбі Отакаяма, у центрі міста Коті, яке, у свою чергу, розташоване в центрі рівнини Коті, найбільш процвітаючої території колишньої провінції Тоса на острові Сікоку. З 1601 по 1871 рік це був центр домену Тоса, яким керував клан тодзама Ямауті під керівництвом сьогунату Токугава. Замок охороняється як національне історичне місце з 1959 року, а територія під охороною була розширена у 2014 році.

## Історія
Під час періоду Сенґоку провінція Тоса перебувала під владою Тьосокабе Мототіка, який завоював більшу частину Сікоку із твердині в замку Око. Однак замок Око був гірською фортецею з невеликим простором для розвитку міста-замку. Після поразки від Тойотомі Хідейосі в 1585 році Мототіка вирішив побудувати новий замок на пагорбі Отакаяма та руїнах стародавнього укріплення, яке було збудовано Отакасою Мацуомару десь у пізній період Хейан або Камакура. Хоча новий замок мав переваги простору та центрального розташування, територія навколо пагорба в цей час була надзвичайно заболоченою через приплив алювіальних відкладень з річки Кагамі та була схильна до повеней. Невдовзі після цього Мототіка знову переїхав на нове місце в замок Урадо на узбережжі, яке також мало перевагу в тому, що було ближче до його флоту.
Однак наступник Мототіки Тьосокабе Морітіка приєднався до західної армії, яка підтримувала Тойотомі, у битві при Секіґахара в 1600 році, і згодом був позбавлений свого титулу, а згодом і життя. Переможний сьоґунат Токуґава наказав Ямауті Кадзутойо, володарю замку Какеґава у провінції Тотомі, взяти під свій контроль провінцію як дайме новоствореного домену Тоса з номінальною кокудакою 202 600 коку. Кадзутойо вперше ввійшов до замку Урадо, але його захист був слабким, тому він перебудував замок Отакаяма з 1601 по 1611 рік у більшому масштабі. Він перейменував замок у «замок Каванакаяма», а пізніше змінив назву на замок Коті.
Велика частина початкової фортеці згоріла в 1727 році; він був реконструйований між 1729 і 1753 роками в оригінальному стилі. Під час війни Босін Коті не постраждав, і замок також був звільнений від наказів про реставрацію після Мейдзі щодо знищення всіх феодальних укріплень, що залишилися. Замок також пережив Другу світову війну неушкодженим і зазнав серйозної реставрації з 1948 по 1959 рік. Хоча жодних боїв у замку не велося, це примітно, оскільки всі будівлі замку є історичними спорудами, а не післявоєнними копіями. Це також єдиний замок у Японії, який зберіг як свою історичну тенсю, або фортецю, так і свій палац, резиденцію місцевого дайме. Насправді, це єдиний замок, у якому збереглися всі оригінальні будівлі (від реконструкції 18-го століття) у хонмару, або внутрішньому кільці оборони, що все ще стоїть.
Японський фонд замків у 2006 році вніс замок Коті до списку 100 найкращих замків Японії. Замок розташований за 20 хвилин ходьби від станції JR Shikoku Kōchi.

### Статус культурних цінностей
Будучи одним із лише дванадцяти замків із недоторканими оригінальними головними фортецями в Японії, замок Коті раніше був визнаний національним надбанням (国宝) до прийняття Закону про захист національних скарбів 1950 року (文化財保護法施). Після ухвалення закону низці вцілілих споруд на території замку було індивідуально присвоєно статус національного культурного надбання:
- Tenshu (яп. 天守)[8]
- Kaitokukan palace (яп. 懐徳館)[9]
- Nandokura (яп. 納戸蔵)[10]
- Kuroganemon (яп. 黒鉄門)[11]
- Nishi-tamon (яп. 西多聞)[12]
- Higashi-tamon (яп. 東多聞)[13]
- Tsume-mon (яп. 詰門)[14]
- Rōkamon (яп. 廊下門)[15]
- Ōtemon (яп. 追手門)[16]
- Tenshu Southwest Arrow Wall (яп. 天守東南矢狭間塀)[17]
- Tenshu Northwest Arrow Wall (яп. 天守西北矢狭間塀)[18]
- Kurogamemon Northwest Arrow Wall (яп. 黒鉄門西北矢狭間塀)[19]
- Kuroganemon Southeast Arrow Wall (яп. 黒鉄門東南矢狭間塀)[20]
- Ōtemon Southwest Arrow Wall (яп. 追手門西南矢狭間塀)[21]
- Ōtemon Northeast Arrow Wall (яп. 追手門東北矢狭間塀)[22]

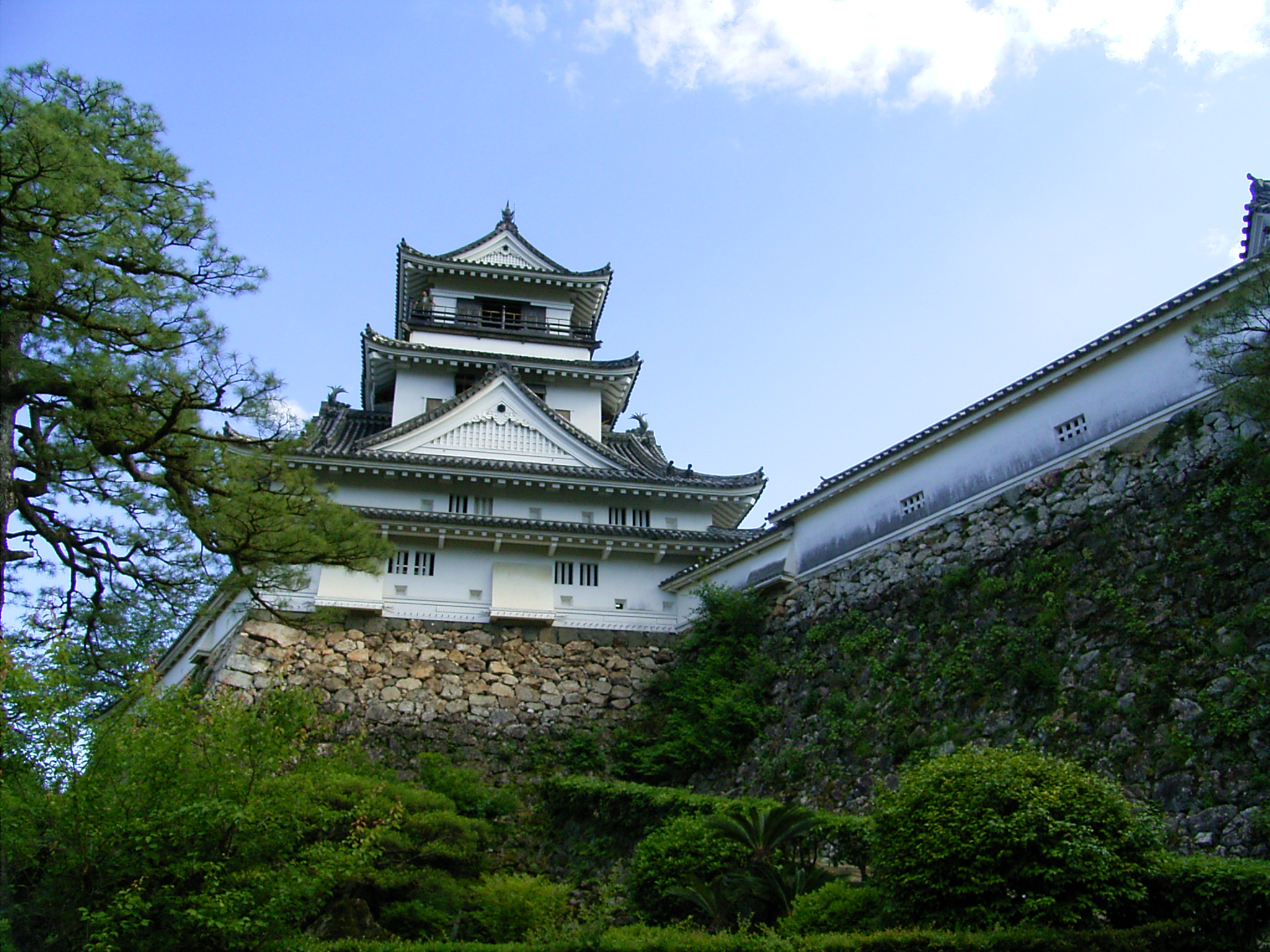
Tenshu і Tenshu Northwest Arrow Wall
Куроґанемон
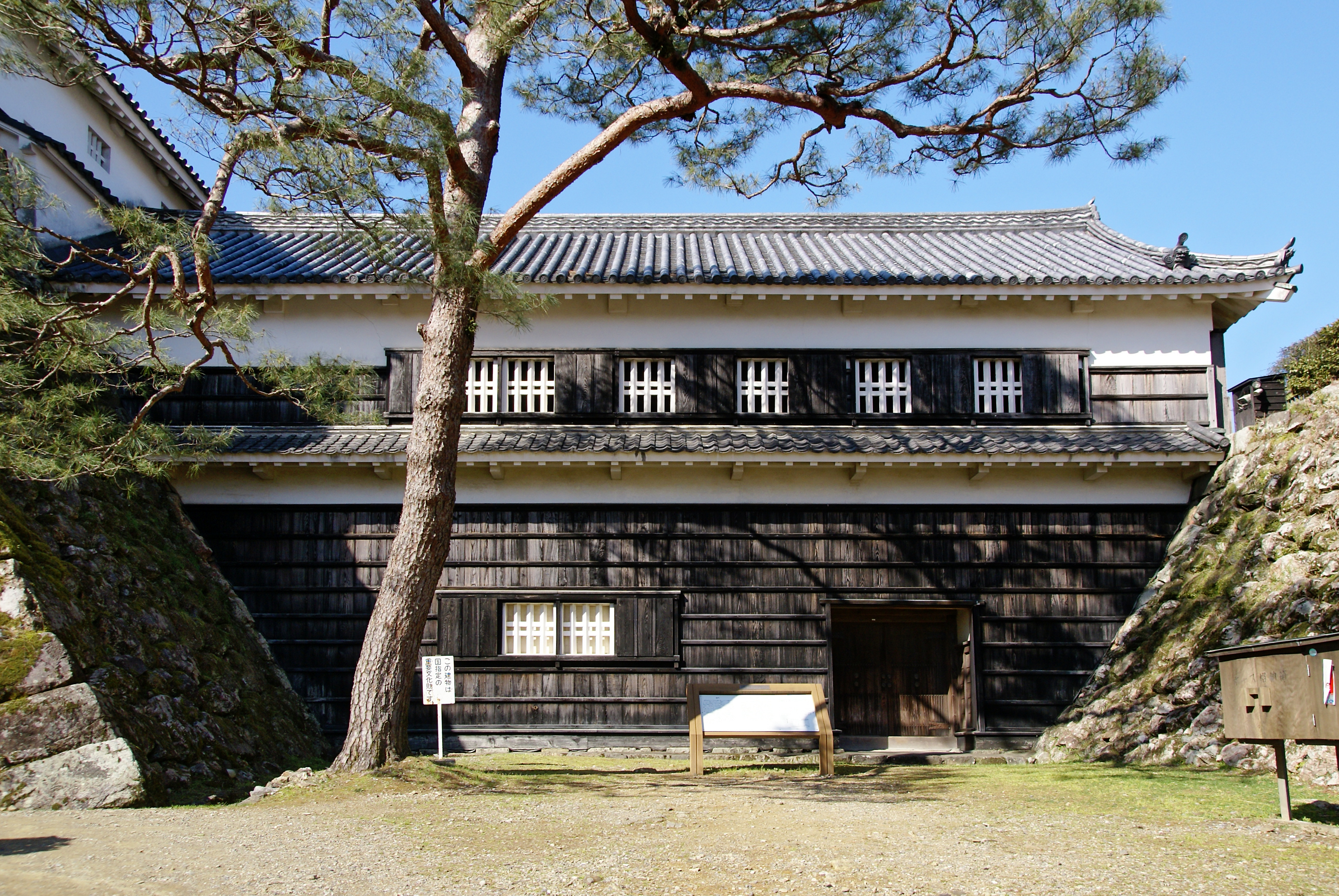
Цуме-мон
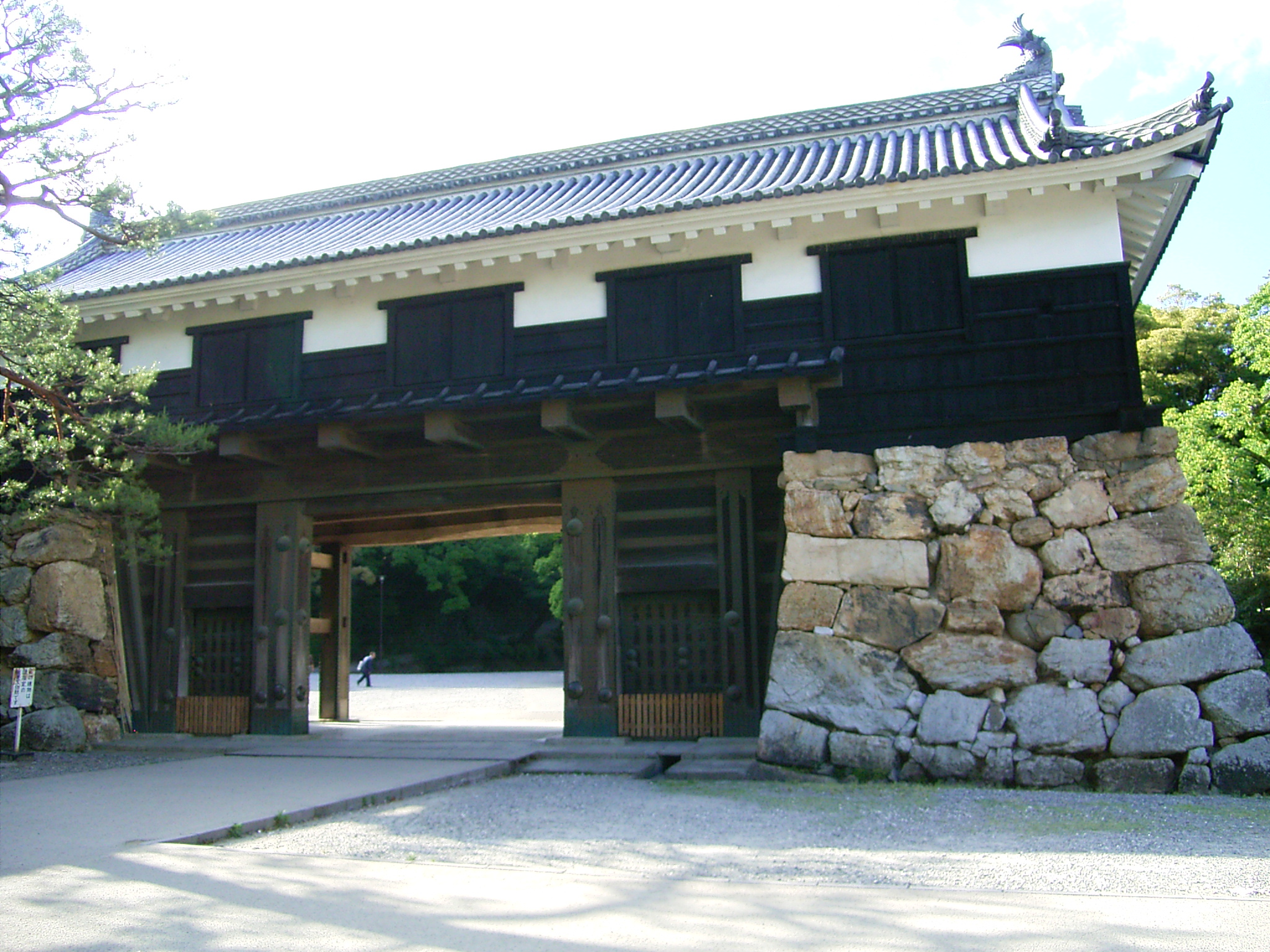
Отемон

## Структура
Дві річки, Каґамі і Енокуті утворюють зовнішній рів замку. Замок відносно невеликий, оскільки він був побудований в основному для захисту від можливого повстання колишніх васалів Тьосокабе, які були дуже незадоволені смертю свого володаря та встановленням правління клану Ямауті та сьоґунату Токуґава. Центральний загін на вершині пагорба — це ізольована територія, з'єднана з вторинним загоном лише мостом і повністю оточена кам'яними стінами та сторожовими вежами яґури. У разі надзвичайних ситуацій міст міг бути зруйнований, а ізольовані захисники в тенсю могли чекати підкріплення з філійних замків. Тенсю має п'ять поверхів і розташований на вершині пагорба Отакаса, звідки відкривається панорамний вид на місто. Кожна дорога від схилу пагорба до центральної частини є крутою та складчастою, а вороги, що піднімаються, постійно піддаються атаці з верхньої частини, включаючи головну вежу. У центральній частині, крім тенсю, був розташований палац Кайтокукан. Це було побудовано в стилі Сьоїн. Замок зберігає цю структуру сьогодні, а нижні кімнати були оснащені предметами, що відповідають періоду. Окрім чайної, генкана (вхідної зони) і вигрібної ями, Кайтокукан містить вісім традиційних кімнат розміром від трьох до дванадцяти татамі. Зі сходу та півдня його оточує веранда. Кайтокукан також згорів під час пожежі 1727 року, але він не був відремонтований до 1747 року, а роботи були завершені в 1749 році.
Нижче центральної частини була побудована вторинна зона та інші тераси, вкриті високими кам'яними стінами. Головна брама замку розташована на південно-східному напрямку пагорба, а зовнішній рів оточував південну половину. Територія замку тепер є громадським парком і популярним місцем для ханамі навесні. Вони містять префектурну бібліотеку та Літературний музей Коті, а також статуї видатних нащадків клану Ямауті.